# Giro d’Italia 1978
Der 61. Giro d’Italia fand vom 7. Mai bis zum 28. Mai 1978 statt und führte über eine Gesamtdistanz von 3610 Kilometern. Gesamtsieger wurde Johan De Muynck (Belgien). Die Punktewertung gewann wie im Vorjahr Francesco Moser. Die Bergwertung gewann Ueli Sutter. Die Mannschaftswertung gewann Bianchi-Faema.

## Etappen
| Etappen        | Start – Ziel                       | km  | Sieger                   | Maglia Rosa     |
| -------------- | ---------------------------------- | --- | ------------------------ | --------------- |
| Prolog         | Saint-Vincent (AO) – Saint-Vincent | 2   | Dietrich Thurau          | nicht vergeben  |
| 1. Etappe      | Saint-Vincent – Novi Ligure        | 175 | Rik Van Linden           | Rik Van Linden  |
| 2. Etappe      | Novi Ligure – La Spezia            | 195 | Giuseppe Saronni         | Rik Van Linden  |
| 3. Etappe      | La Spezia – Cascina                | 183 | Johan De Muynck          | Johan De Muynck |
| 4. Etappe      | Larciano – Pistoia                 | 25  | Dietrich Thurau          | Johan De Muynck |
| 5. Etappe      | Prato – Cattolica                  | 200 | Rik Van Linden           | Johan De Muynck |
| 6. Etappe      | Cattolica – Silvi Marina           | 218 | Rik Van Linden           | Johan De Muynck |
| 7. Etappe      | Silvi Marina – Benevento           | 237 | Giuseppe Saronni         | Johan De Muynck |
| 8. Etappe      | Benevento – Ravello                | 175 | Giuseppe Saronni         | Johan De Muynck |
| 9. Etappe      | Amalfi – Latina                    | 248 | Enrico Paolini           | Johan De Muynck |
| 10. Etappe     | Latina – Lago di Piediluco         | 220 | Giuseppe Martinelli      | Johan De Muynck |
| 11. Etappe (a) | Terni – Assisi                     | 74  | Bruno Zanoni             | Johan De Muynck |
| 11. Etappe (b) | Assisi – Siena                     | 145 | Francesco Moser          | Johan De Muynck |
| 12. Etappe     | Poggibonsi – Monte Trebbio         | 204 | Giancarlo Bellini        | Johan De Muynck |
| 13. Etappe     | Modigliana – Padova                | 183 | Francesco Moser          | Johan De Muynck |
| 14. Etappe     | Venedig – San Marco                | 12  | Francesco Moser          | Johan De Muynck |
| 15. Etappe     | Treviso – Canazei                  | 220 | Gianbattista Baronchelli | Johan De Muynck |
| 16. Etappe     | Solaria – Cavalese                 | 45  | Francesco Moser          | Johan De Muynck |
| 17. Etappe     | Cavalese – Monte Bondone           | 205 | Wladimiro Panizza        | Johan De Muynck |
| 18. Etappe     | Mezzolombardo – Sarezzo            | 245 | Giuseppe Perletto        | Johan De Muynck |
| 19. Etappe     | Brescia – Inverigo                 | 175 | Vittorio Algeri          | Johan De Muynck |
| 20. Etappe     | Inverigo – Mailand                 | 226 | Piermattia Gavazzi       | Johan De Muynck |

## Endstände

### Gesamtwertung
| \| Gesamtwertung \| Gesamtwertung \| Gesamtwertung \| Gesamtwertung \| Gesamtwertung \| \| Fahrer \| Fahrer \| Land \| Team \| Zeit \| \| ------------- \| ------------------------ \| ------------- \| -------------------------- \| ----------------- \| \| 1. \| Johan De Muynck \| Belgien \| Bianchi-Faema \| 101 h 31 min 22 s \| \| 2. \| Gianbattista Baronchelli \| Italien \| Scic-Bottecchia \| + 59 s \| \| 3. \| Francesco Moser \| Italien \| Sanson-Campagnolo \| + 2 min 19 s \| \| 4. \| Wladimiro Panizza \| Italien \| Vibor \| + 7 min 57 s \| \| 5. \| Giuseppe Saronni \| Italien \| Scic-Bottecchia \| + 8 min 19 s \| \| 6. \| Ronny De Witte \| Belgien \| Sanson \| + 8 min 24 s \| \| 7. \| Alfio Vandi \| Italien \| Magniflex-Torpado \| + 9 min 04 s \| \| 8. \| Claudio Bortolotto \| Italien \| Sanson \| + 9 min 25 s \| \| 9. \| Bernt Johansson \| Schweden \| Fiorella-Mocassini-Citroën \| + 12 min 36 s \| \| 10. \| Ueli Sutter \| Schweiz \| Zonca-Santini \| + 12 min 38 s \| |                          |          |                            |                   |
| |                          |          |                            |                   |
| |                          |          |                            |                   |
| Gesamtwertung |                          |          |                            |                   |
| Fahrer | Fahrer                   | Land     | Team                       | Zeit              |
| 1. | Johan De Muynck          | Belgien  | Bianchi-Faema              | 101 h 31 min 22 s |
| 2. | Gianbattista Baronchelli | Italien  | Scic-Bottecchia            | + 59 s            |
| 3. | Francesco Moser          | Italien  | Sanson-Campagnolo          | + 2 min 19 s      |
| 4. | Wladimiro Panizza        | Italien  | Vibor                      | + 7 min 57 s      |
| 5. | Giuseppe Saronni         | Italien  | Scic-Bottecchia            | + 8 min 19 s      |
| 6. | Ronny De Witte           | Belgien  | Sanson                     | + 8 min 24 s      |
| 7. | Alfio Vandi              | Italien  | Magniflex-Torpado          | + 9 min 04 s      |
| 8. | Claudio Bortolotto       | Italien  | Sanson                     | + 9 min 25 s      |
| 9. | Bernt Johansson          | Schweden | Fiorella-Mocassini-Citroën | + 12 min 36 s     |
| 10. | Ueli Sutter              | Schweiz  | Zonca-Santini              | + 12 min 38 s     |

### Punktewertung
| Punktewertung | Punktewertung            | Punktewertung | Punktewertung     | Punktewertung |
| Fahrer        | Fahrer                   | Land          | Team              | Punkte        |
| ------------- | ------------------------ | ------------- | ----------------- | ------------- |
| 1.            | Francesco Moser          | Italien       | Sanson-Campagnolo | 231 P.        |
| 2.            | Giuseppe Saronni         | Italien       | Scic-Bottecchia   | 201 P.        |
| 3.            | Gianbattista Baronchelli | Italien       | Scic-Bottecchia   | 134 P.        |
| 4.            | Pierino Gavazzi          | Italien       | Zonca-Santini     | 132 P.        |
| 5.            | Johan De Muynck          | Belgien       | Bianchi-Faema     | 110 P.        |

### Bergwertung
| Bergwertung | Bergwertung              | Bergwertung | Bergwertung     | Bergwertung |
| Fahrer      | Fahrer                   | Land        | Team            | Punkte      |
| ----------- | ------------------------ | ----------- | --------------- | ----------- |
| 1.          | Ueli Sutter              | Schweiz     | Zonca-Santini   | 830 P.      |
| 2.          | Gianbattista Baronchelli | Italien     | Scic-Bottecchia | 520 P.      |
| 3.          | Claudio Bortolotto       | Italien     | Sanson          | 345 P.      |
| 4.          | Pedro Torres             | Spanien     | Teka            | 345 P.      |
| 5.          | Johan De Muynck          | Belgien     | Bianchi-Faema   | 290 P.      |

### Nachwuchswertung
| Nachwuchswertung | Nachwuchswertung    | Nachwuchswertung | Nachwuchswertung                | Nachwuchswertung  |
| Fahrer           | Fahrer              | Land             | Team                            | Zeit              |
| ---------------- | ------------------- | ---------------- | ------------------------------- | ----------------- |
| 1.               | Roberto Visentini   | Italien          | Vibor                           | 101 h 50 min 17 s |
| 2.               | Giancarlo Casiraghi | Italien          | Intercontinentale Assicurazioni | + 41 min 33 s     |
| 3.               | Ennio Vanotti       | Italien          | Zonca-Santini                   | + 54 min 39 s     |
| 4.               | Claudio Corti       | Italien          | Zonca-Santini                   | + 1 h 05 min 20 s |
| 5.               | Vincenzo De Caro    | Italien          | Mecap-Selle Italia              | + 1 h 19 min 15 s |

### Mannschaftswertung
| Mannschaftswertung | Mannschaftswertung | Mannschaftswertung | Mannschaftswertung |
| Team               | Team               | Land               | Punkte             |
| ------------------ | ------------------ | ------------------ | ------------------ |
| 1.                 | Bianchi-Faema      | Italien            | 15540 P.           |
| 2.                 | Sanson-Campagnolo  | Italien            | 9420 P.            |
| 3.                 | Scic-Bottecchia    | Italien            | 8107 P.            |